# Cal Bonany
Cal Bonany és una masia situada al municipi de Cardona, a la comarca catalana del Bages. Data de la segona meitat del segle xviii.